# Companhia de Eletricidade do Estado do Rio de Janeiro
A Companhia de Eletricidade do Estado do Rio de Janeiro (CERJ) foi uma das empresas fornecedoras, distribuidoras e geradoras de energia elétrica do estado do Rio de Janeiro, Brasil.

## História
A história da CERJ é a história do pioneirismo da energia elétrica no estado do Rio de Janeiro, iniciada há mais de um século, no ano de 1883, em Campos dos Goytacazes, na região Norte Fluminense com a instalação de uma pequena usina termoelétrica para suprir a energia de 39 luminárias de rua — o sistema de iluminação pública da cidade. Criava-se a primeira companhia de eletricidade da América Latina. Na década de 1930, após vários anos de controle estrangeiro no sistema elétrico fluminense, o governo do estado resolve começar a investir nessa área porém só em 1954 cria a Empresa Fluminense de Energia Elétrica (EFE).
Em 1963, o governo fluminense decide redimensionar o setor energético estadual e cria a holding Centrais Elétricas Fluminenses S.A. (CELF), que reúne diversas empresas deficitárias fornecedoras de energia elétrica: além da EFE, a Centro Fluminense de Eletricidade S.A (CEFE), a S.A. Força e Luz Íbero-Americana e a Companhia Norte Fluminense de Eletricidade. Em 1967, a CELF incorpora todas as suas subsidiárias e passa a responder pelos serviços prestados por elas.
Após da fusão do estado do Rio de Janeiro com o estado da Guanabara, parte da Companhia Brasileira de Energia Elétrica (CBEE) é vendida para a CELF no ano de 1977, cujo controle privado e passa, naquele ano, a ser de controle do estado do Rio de Janeiro. Em abril de 1980, a CBEE assume todas as operações da CELF e tem sua denominação alterada para Companhia de Eletricidade do Estado do Rio de Janeiro (CERJ).
Privatizada em leilão em 20 de novembro de 1996, durante o governo de Marcello Alencar. O vencedor foi o consórcio formado entre a chilena Chilectra (60%), a portuguesa EDP (30%) e a espanhola Endesa (10%). No início dos anos 2000, a EDP sai do controle e a Endesa ficou com a empresa e a CERJ só mudou sua denominação quando passou a se chamar Ampla, companhia espanhola e atualmente chamada de Enel Distribuição Rio, pertencente à Enel, companhia italiana.
A empresa ainda era responsável pelo abastecimento energético em grande parte do estado do Rio de Janeiro (57 cidades), excetuando-se parte da Região Metropolitana do Rio de Janeiro, do Vale do Paraíba Fluminense e o município de Nova Friburgo.